# Carex hirticaulis
Carex hirticaulis är en halvgräsart som beskrevs av Pei Chun Qiong Li. Carex hirticaulis ingår i släktet starrar, och familjen halvgräs. Inga underarter finns listade i Catalogue of Life.